# Josep Pi i Pascual
Josep Pi i Pasqual (Pals, 21 de febrer del 1873 - 29 d'abril del 1944) va ser músic, fiscornaire i compositor de música de ball i sardanes.

## Biografia
Començà la seva formació musical ja de jove, amb el seu pare Jaume Pi i Gallart, que tocava la tenora i el flautí. En Josep aprengué a tocar el fiscorn, el contrabaix i el piano; posteriorment amplià estudis amb el mestre Carreras i Dagàs.
Entrà a la banda militar de Lleida i allí hi va compondre les seves primeres obres de música popular. Més endavant amplià la seva formació estudiant Composició i Harmonia al Conservatori del Liceu. L'any 1897 tornà a Pals i durant dos anys (1902) va ser fiscornaire de la cobla Montgrins, que aleshores dirigia en Pere Rigau, Barretó. Posteriorment es dedicà a la composició i a l'ensenyament, amb alumnes com Eliseu Carbó, Joaquim Vallespí, Vicenç Bou, Martirià Font i Josep Estela. Com a ofici era barber.
La seva fecunda obra compositiva comprèn més de 250 ballables: a l'arxiu de Torroella es conserven 32 valsos, 25 masurques, 20 schotisch, 17 vals-jotes, 22 danses, 13 polques, 7 pas-dobles, 6 foxtrots, 6 rigodons, 14 pericons i altres balls -javes, one-steps, tangos...-. També va ser autor de música sacra (marxes de processó i altres), peces corals -caramelles, estudiantines i altra música-, una seixantena de sardanes i música de concert per a petita orquestra. I compongué una Missa per a 3 veus, cor i orquestra que sembla que s'ha perdut.
El seu fill, el cirurgià Jaume Pi i Figueras, el 1986 donà 476 composicions de Pi i Pascual al fons musical de l'Arxiu Històric de Torroella de Montgrí (en l'actualitat, el Centre de Documentació, instal·lat en el Museu de la Mediterrània).

## Obres
Selecció
- Adelina, americana de cornetí
- El collar de perlas, masurca
- La cubanita, americana
- En palacio, schotisch
- Los estadistas, schotisch
- Fantasia, per a flautí
- Fantasia, per a clarinet
- Fin de siglo, schotisch
- Liduvina, masurca
- Luna de miel, dansa
- El mirlo, vals
- Los pescadores de perlas, rigodon
- Salerito, vals
- La sota de oros, polca
- Los tortolitos, schotisch
- Un coro de brujas, americana
- Sis fantasies per a fiscorn i orquestra

### Sardanes
- A casar toquen
- L'alegria del poble (1930)
- Amunt i Crits (1948)
- La batejada
- La campana
- Cançó d'amor
- Cançó del mariner, enregistrada per la cobla Barcelona en "Disc de pedra" (Regal ref. RS-175 / K-89)
- La cançó del poble, Catalunya canta (1929), lletra de J. Casas Vila, enregistrada en disc "de pedra" per la cobla Barcelona amb Albert Martí (San Sebastián: Columbia, 1928? ref. RS-292 (220, 222) Regal)
- Catalunya avant
- Costa Brava (1929), enregistrada
- La dona catalana (1929)
- Dolça Catalunya
- El Cavall Bernat (Illes Medes)
- Fent broma (1931), enregistrada per la cobla Barcelona
- La festa de la República
- La festa de Sant Pere
- La festa del poble
- Focs d'artifici
- La font de les donzelles
- Francisqueta (1923), enregistrada per la cobla Barcelona
- Germanor
- Glòria catalana
- L'illa Roja (1929), enregistrada per la cobla Barcelona amb Albert Martí en disc "de pedra" (Anglaterra: Regal-Record, 1924? ref. k-88 RS-174)
- Montserrat, enregistrada per la cobla La Principal de la Bisbal en disc "de pedra" (Barcelona: Gramófono-Odeón, 1946 ref. 204170 (SO 9892—SO 9893) Odeón)
- Les noies de Figueres (1930), enregistrada per la cobla Barcelona - Albert Martí (Barcelona: Polydor, 1930 ref. 2941 Bk, 220.011-B)
- Nuri
- L'orenetaobligada, de tible
- L'ovella perduda, obligada de tenora, enregistrada per la Principal de la Bisbal en el LP Centenari de la Cobla La Principal de la Bisbal (Barcelona: Audiovisuals de Sarrià, 1988 ref. AVS 20.1349)
- La pageseta
- Penya amunt, coescrita amb Joan Puig i Deulofeu
- La pineda fosca
- Records pastorils
- La segadora
- Solitud
- Tana-tana (Maria Carme) (1948), enregistrada per la Principal de la Bisbal en disc "de pedra" (Barcelona: Gramófono-Odeón, 1946 ref. 204170 (SO 9892—SO 9893) Odeón)
- Terra baixa (1929)
- Vallvidrera
- Victòria
- Vora l'ermita